# Бенсон (Аризона)
Бенсон (енгл. Benson) град је у америчкој савезној држави Аризона. По попису становништва из 2010. у њему је живело 5.105 становника.

## Демографија
Према попису становништва из 2010. у граду је живело 5.105 становника, што је 394 (8,4%) становника више него 2000. године.
| Група             | 2000.         | 2010.         |
| Белци             | 3.635 (77,2%) | 3.788 (74,2%) |
| Афроамериканци    | 34 (0,7%)     | 51 (1,0%)     |
| Азијати           | 22 (0,5%)     | 37 (0,7%)     |
| Хиспаноамериканци | 935 (19,8%)   | 1.126 (22,1%) |
| Укупно            | 4.711         | 5.105         |